# Pallavolo Città di Castello 2012-2013
Questa voce raccoglie le informazioni riguardanti la Pallavolo Città di Castello nelle competizioni ufficiali della stagione 2012-2013.

## Stagione
La stagione 2012-13 della Pallavolo Città di Castello (nome sponsorizzato Gherardi SVI Città di Castello) si apre con la conferma in panchina del tecnico Andrea Radici, alla guida dei tifernati per il sesto anno consecutivo. Le ambizioni della società prevedono un campionato di alta classifica, come conferma un mercato vivace che culmina con l'acquisto dalla Lube Macerata dell'opposto belga Gert van Walle.
Il calendario vede Città di Castello iniziare la stagione con un turno di riposo, determinato dal numero dispari, tredici, di squadre iscritte al campionato. L'esordio è così rimandato alla seconda giornata, quando la Gherardi SVI ospita la Pallavolo Matera Bulls, vincendo per 3-0. Con identico risultato i biancorossi vincono le prime quattro partite di campionato, perdendo un set per la prima volta alla sesta giornata nel successo per 3-1 con il Vero Volley Monza. Alla fine del girone di andata Città di Castello è primo con sette punti di vantaggio sull'Argos Volley Sora, frutto di dieci vittorie da tre punti, due vittorie da due punti e nessuna sconfitta.
Durante la pausa di fine girone di andata le prime quattro squadre in classifica nella regular season disputano la Coppa Italia di Serie A2. Città di Castello, che parte da favorita, vince la semifinale in casa con Molfetta rimontando due set ai pugliesi, ma perde per 3-1 la finalissima, al Mediolanum Forum di Assago, contro i campani della Pallavolo Atripalda.
Nel girone di ritorno, dopo il turno di riposo alla prima giornata, la squadra biancorossa inanella altre tre vittorie consecutive prima di registrare la prima ed unica sconfitta in campionato, quella per 3-2 nella gara interna con il Volley Corigliano. La battuta d'arresto è tuttavia ininluente, e il 24 febbraio, dopo la vittoria interna con l'Impavida Ortona, Città di Castello può festeggiare con quattro turni di anticipo il matematico accesso alla serie A1.
Si tratta della seconda promozione nella massima divisione nella storia della Pallavolo Città di Castello dopo quella ottenuta nella stagione 1990-91.

## Organigramma societario
Area amministrativa
- Presidente: Arveno Ioan
- Vice presidente: Vinicio Ciani
- Direttore generale: Maria Antonietta Biagioni
- Dirigente accompagnatore: Antonello Cardellini

Area organizzativa
- Team manager: Valdemaro Gustinelli
- Segretario generale: Giovanni Micchi

Area comunicazione
- Ufficio stampa: Stefano Signorelli

Area tecnica
- Allenatore: Andrea Radici
- Allenatore in seconda: Marco Bartolini
- Assistente allenatore: Massimo Calogeri

Area medica
- Medico sociale: Carlo Casacci
- Fisioterapista: Alessio Botteghi

## Rosa
| N. | Giocatore               | Ruolo | Data di nascita   | Nazionalità sportiva |
| -- | ----------------------- | ----- | ----------------- | -------------------- |
| 1  | Alessandro Franceschini | C     | 21 giugno 1983    | Italia               |
| 2  | Christian Fromm         | S     | 15 agosto 1990    | Germania             |
| 3  | Ludovico Carminati      | S     | 21 settembre 1992 | Italia               |
| 4  | David Lensi             | L     | 10 novembre 1995  | Italia               |
| 5  | Marco Grasso            | P     | 15 febbraio 1990  | Italia               |
| 6  | Jacopo Massari          | S     | 2 giugno 1988     | Italia               |
| 7  | Marco Visentin          | P     | 10 marzo 1982     | Italia               |
| 8  | Luca Sartoretti         | S     | 20 novembre 1995  | Italia               |
| 9  | Claudio Nardi           | S     | 1º ottobre 1965   | Italia               |
| 10 | Simone Rosalba          | S     | 31 gennaio 1976   | Italia               |
| 11 | Matteo Piano            | C     | 24 ottobre 1990   | Italia               |
| 12 | Gert van Walle          | S/O   | 7 agosto 1987     | Belgio               |
| 13 | Alberto Celestini       | C     | 26 giugno 1995    | Italia               |
| 14 | Roberto Braga           | C     | 7 agosto 1984     | Italia               |
| 18 | Federico Tosi           | L     | 18 settembre 1991 | Italia               |

## Mercato
| Acquisti | Acquisti                | Acquisti         | Acquisti   |
| R.       | Nome                    | da               | Modalità   |
| -------- | ----------------------- | ---------------- | ---------- |
| C        | Roberto Braga           | Segrate          | definitivo |
| S        | Ludovico Carminati      | Modena           | prestito   |
| C        | Alessandro Franceschini | Cortona Volley   | definitivo |
| S        | Christian Fromm         | Dürener          | definitivo |
| P        | Marco Grasso            | Pineto           | definitivo |
| S        | Jacopo Massari          | Piacenza         | prestito   |
| L        | Federico Tosi           | Lupi Santa Croce | definitivo |
| O/S      | Gert van Walle          | Lube             | definitivo |

| Cessioni | Cessioni              | Cessioni          | Cessioni   |
| R.       | Nome                  | a                 | Modalità   |
| -------- | --------------------- | ----------------- | ---------- |
| P        | Giacomo Cherubini     | Pallavolo Selci   | definitivo |
| C        | Giovanni Di Benedetto | Volley Arno       | definitivo |
| S        | Alessandro Dordei     | Libertas Brianza  | definitivo |
| O        | Leondino Giombini     | Corigliano Volley | definitivo |
| C        | Jukka Lehtonen        | Lugano            | definitivo |
| P        | Simone Marini         | Libertas Orvieto  | definitivo |
| S        | Sergio Noda Blanco    | Top Volley Latina | definitivo |
| L        | Roberto Romiti        | Argos             | definitivo |
| S        | Cristian Vigilante    | Marconi           | definitivo |

## Risultati

### Serie A2

#### Girone d'andata
| 2ª giornata - 14 ottobre 2012 PalaIoan, Città di Castello         | Città di Castello | 3 - 0 | Matera Bulls      | 25-14, 25-21, 25-18               |
| 3ª giornata - 21 ottobre 2012 PalaFabris, Padova                  | Padova            | 0 - 3 | Città di Castello | 22-25, 18-25, 12-25               |
| 4ª giornata - 27 ottobre 2012 PalaIoan, Città di Castello         | Città di Castello | 3 - 0 | Argos             | 25-16, 25-20, 25-16               |
| 5ª giornata - 1º novembre 2012 PalaCorigliano, Corigliano Calabro | Corigliano Volley | 0 - 3 | Città di Castello | 18-25, 18-25, 15-25               |
| 6ª giornata - 4 novembre 2012 PalaIoan, Città di Castello         | Città di Castello | 3 - 1 | Milano            | 25-18, 22-25, 25-21, 25-20        |
| 7ª giornata - 11 novembre 2012 PalaFantozzi, Capo d'Orlando       | Brolo             | 2 - 3 | Città di Castello | 18-25, 25-21, 25-19, 21-25, 15-17 |
| 8ª giornata - 18 novembre 2012 PalaIoan, Città di Castello        | Città di Castello | 3 - 0 | Potentino         | 25-19, 25-10, 25-21               |
| 9ª giornata - 25 novembre 2012 Palasport Comunale, Ortona         | Impavida Ortona   | 0 - 3 | Città di Castello | 21-25, 18-25, 19-25               |
| 10ª giornata - 2 dicembre 2012 PalaIoan, Città di Castello        | Città di Castello | 3 - 1 | Loreto            | 25-14, 20-25, 25-14, 25-22        |
| 11ª giornata - 9 dicembre 2012 PalaPoli, Molfetta                 | Molfetta          | 2 - 3 | Città di Castello | 21-25, 25-20, 17-25, 25-15, 10-15 |
| 12ª giornata - 16 dicembre 2012 PalaIoan, Città di Castello       | Città di Castello | 3 - 1 | Atripalda         | 25-19, 27-25, 21-25, 25-19        |
| 13ª giornata - 22 dicembre 2012 PalaBigi, Reggio Emilia           | Tricolore         | 0 - 3 | Città di Castello | 20-25, 17-25, 20-25               |

#### Girone di ritorno
| 15ª giornata - 13 gennaio 2013 PalaSassi, Matera                     | Matera Bulls      | 0 - 3 | Città di Castello | 18-25, 26-28, 19-25              |
| 16ª giornata - 20 gennaio 2013 PalaIoan, Città di Castello           | Città di Castello | 3 - 1 | Padova            | 25-22, 25-21, 14-25, 25-20       |
| 17ª giornata - 27 gennaio 2013 PalaPolsinelli, Sora                  | Argos             | 1 - 3 | Città di Castello | 18-25, 21-25, 25-23, 22-25       |
| 18ª giornata - 30 gennaio 2013 PalaIoan, Città di Castello           | Città di Castello | 2 - 3 | Corigliano Volley | 25-21, 25-27, 25-18, 22-25, 9-15 |
| 19ª giornata - 3 febbraio 2013 Palazzetto dello Sport (Monza), Monza | Milano            | 1 - 3 | Città di Castello | 23-25, 25-23, 22-25, 22-25       |
| 20ª giornata - 10 febbraio 2013 PalaIoan, Città di Castello          | Città di Castello | 3 - 0 | Brolo             | 31-29, 28-26, 25-18              |
| 21ª giornata - 17 febbraio 2013 PalaPrincipi, Potenza Picena         | Potentino         | 0 - 3 | Città di Castello | 19-25, 17-25, 16-25              |
| 22ª giornata - 24 febbraio 2013 PalaIoan, Città di Castello          | Città di Castello | 3 - 1 | Impavida Ortona   | 25-27, 25-14, 27-25, 25-17       |
| 23ª giornata - 3 marzo 2013 PalaSerenelli, Loreto                    | Loreto            | 0 - 3 | Città di Castello | 22-25, 21-25, 16-25              |
| 24ª giornata - 10 marzo 2013 PalaIoan, Città di Castello             | Città di Castello | 3 - 1 | Molfetta          | 17-25, 25-20, 25-21, 25-15       |
| 25ª giornata - 17 marzo 2013 PalaDelMauro, Avellino                  | Atripalda         | 3 - 0 | Città di Castello | 25-20, 25-21, 25-16              |
| 26ª giornata - 24 marzo 2013 PalaIoan, Città di Castello             | Città di Castello | 3 - 1 | Tricolore         | 25-23, 18-25, 25-21, 29-27       |

### Coppa Italia di Serie A2
| Semifinale - 26 dicembre 2012 PalaIoan, Città di Castello | Città di Castello | 3 - 2 | Molfetta  | 23-25, 22-25, 25-22, 25-16, 25-11 |
| Finale - 30 dicembre 2012 Mediolanum Forum, Assago        | Città di Castello | 1 - 3 | Atripalda | 23-25, 26-28, 25-17, 23-25        |

## Statistiche

### Statistiche di squadra
| Competizione       | Punti | In casa | In casa | In casa | In trasferta | In trasferta | In trasferta | Totale | Totale | Totale |
| Competizione       | Punti | G       | V       | P       | G            | V            | P            | G      | V      | P      |
| ------------------ | ----- | ------- | ------- | ------- | ------------ | ------------ | ------------ | ------ | ------ | ------ |
| Serie A2           | 65    | 12      | 11      | 1       | 12           | 11           | 1            | 24     | 22     | 2      |
| Coppa Italia di A2 | -     | 1       | 1       | 0       | -            | -            | -            | 2      | 1      | 1      |
| Totale             | 65    | 13      | 12      | 1       | 12           | 11           | 1            | 26     | 23     | 3      |

G = partite giocate; V = partite vinte; P = partite perse

### Statistiche dei giocatori
| Giocatore       | Serie A2 | Serie A2 | Serie A2 | Serie A2 | Coppa Italia A2 | Coppa Italia A2 | Coppa Italia A2 | Coppa Italia A2 | Totale | Totale | Totale | Totale |
| Giocatore       | P        | PT       | MV       | BV       | P               | PT              | MV              | BV              | P      | PT     | MV     | BV     |
| --------------- | -------- | -------- | -------- | -------- | --------------- | --------------- | --------------- | --------------- | ------ | ------ | ------ | ------ |
| A. Franceschini | 19       | 49       | 10       | 2        | 2               | 3               | 2               | 0               | 21     | 52     | 12     | 2      |
| C. Fromm        | 23       | 330      | 42       | 20       | 2               | 30              | 5               | 0               | 25     | 360    | 47     | 20     |
| L. Carminati    | 15       | 16       | 3        | 2        | 1               | -               | -               | -               | 16     | 16     | 3      | 2      |
| D. Lensi        | 6        | -        | -        | -        | 0               | -               | -               | -               | 6      | -      | -      | -      |
| M. Grasso       | 16       | 3        | 0        | 2        | 1               | 0               | 0               | 0               | 17     | 3      | 0      | 2      |
| J. Massari      | 22       | 97       | 13       | 11       | 2               | 3               | 1               | 1               | 24     | 100    | 14     | 12     |
| M. Visentin     | 24       | 73       | 37       | 4        | 2               | 9               | 5               | 1               | 26     | 82     | 42     | 5      |
| L. Sartoretti   | 9        | 3        | 0        | 0        | 0               | -               | -               | -               | 9      | 3      | 0      | 0      |
| C. Nardi        | -        | -        | -        | -        | -               | -               | -               | -               | -      | -      | -      | -      |
| S. Rosalba      | 20       | 207      | 29       | 8        | 2               | 33              | 2               | 1               | 22     | 240    | 31     | 9      |
| M. Piano        | 22       | 186      | 69       | 10       | 2               | 14              | 7               | 0               | 24     | 200    | 76     | 10     |
| G. van Walle    | 24       | 425      | 49       | 46       | 2               | 49              | 3               | 9               | 26     | 474    | 52     | 55     |
| A. Celestini    | -        | -        | -        | -        | -               | -               | -               | -               | -      | -      | -      | -      |
| R. Braga        | 21       | 110      | 37       | 3        | 2               | 5               | 2               | 1               | 23     | 115    | 39     | 4      |
| F. Tosi         | 24       | 1        | -        | -        | 2               | -               | -               | -               | 26     | 1      | -      | -      |

P = presenze; PT = punti totali; MV = muri vincenti; BV = battute vincenti